# Dörpinghausen
Dörpinghausen ist eine Ortschaft von Wipperfürth im Oberbergischen Kreis im Regierungsbezirk Köln in Nordrhein-Westfalen.

## Lage und Beschreibung
Die Ortschaft liegt im Osten von Wipperfürth auf einer Anhöhe zwischen den Bächen Hönnige und Ibach. Drei große Windkraftanlagen östlich des Ortes nutzen die Geländehöhe (ca. 370 m ü.NN) zur Stromerzeugung. Jede der ca. 100 m hohen Anlagen kann eine Spitzenleistung von 800 kW liefern und damit unter diesen Bedingungen jeweils 250 Haushalte umweltfreundlich mit regenerativ erzeugten Strom versorgen. Nachbarorte von Dörpinghausen sind Wasserfuhr, Hammer, Kupferberg, Wiegen und Dahl. 300 m östlich von Dörpinghausen entspringt der in die Hönnige mündende Dörpinghausener Bach.
Politisch wird der Ort durch den Direktkandidaten des Wahlbezirks 12.1 (121) Kupferberg im Rat der Stadt Wipperfürth vertreten.

## Geschichte
1443 wird der Ort unter der Bezeichnung „Dörplinchusen“ in „Einkünfte und Rechte des Kölner Apostelstiftes“ erstmals genannt. Die historische Karte Topographia Ducatus Montani aus dem Jahre 1715 zeigt vier Gehöfte und benennt sie mit „Dörpelckusen“. Ab der Karte Topographische Aufnahme der Rheinlande von 1825 wird der heute gebräuchliche Ortsname „Dörpinghausen“ verwendet.
Ein Gedenkkreuz am nördlichen Ortsausgang nach Kupferberg erinnert in der Inschrifttafel am Sockel an Kriegsgefallene des Ortes im Ersten und Zweiten Weltkrieg.

## Busverbindungen
Über die in den Nachbarorten Kupferberg und Wasserfuhr gelegenen Bushaltestellen der Linie 338 (VRS/OVAG, Stand: 2007) ist Dörpinghausen an den öffentlichen Personennahverkehr angebunden.

## Wanderwege
Die vom SGV ausgeschilderten Rundwanderwege A1 und A3 führen durch die Ortschaft.

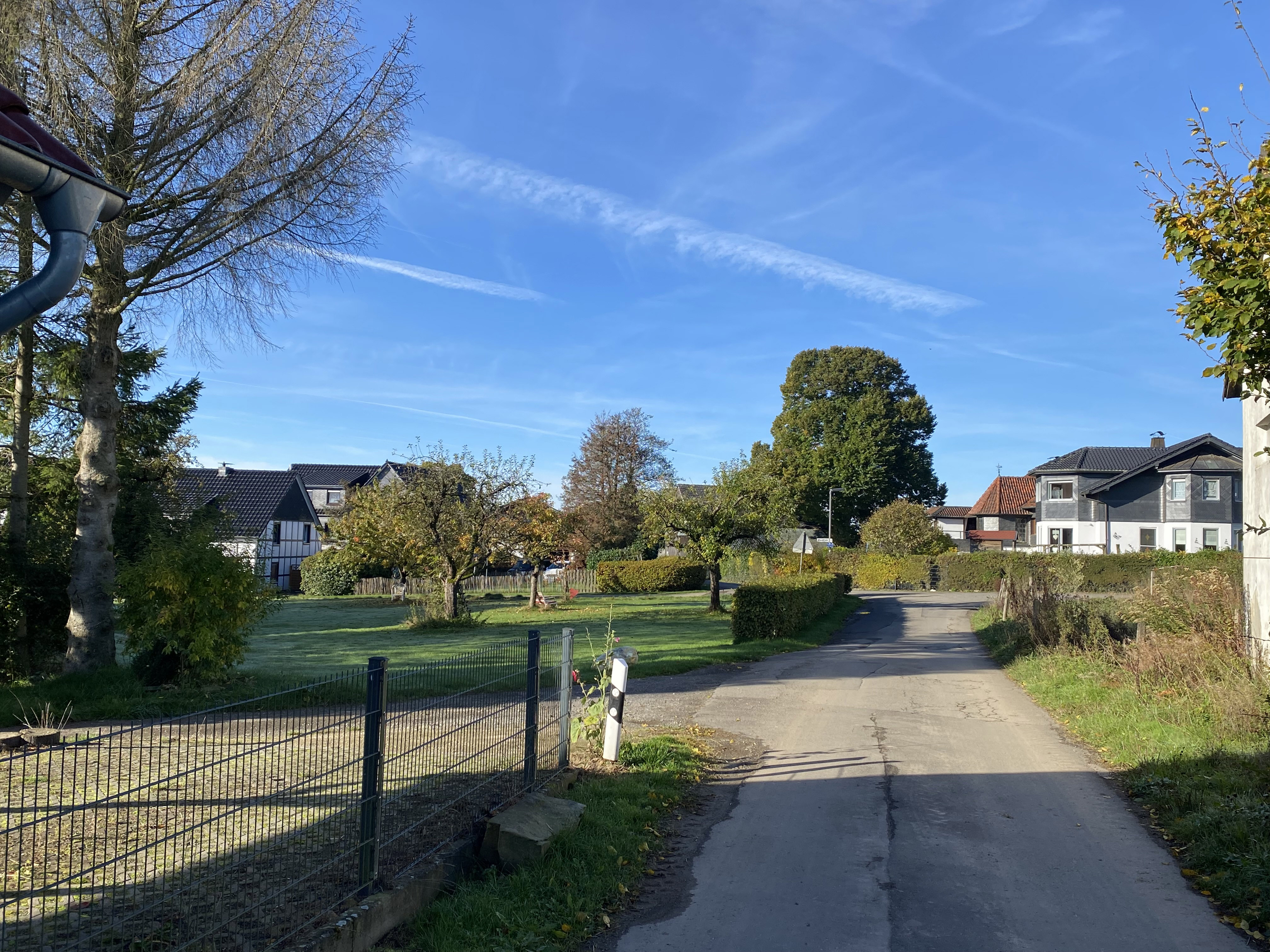
Dörpinghausen
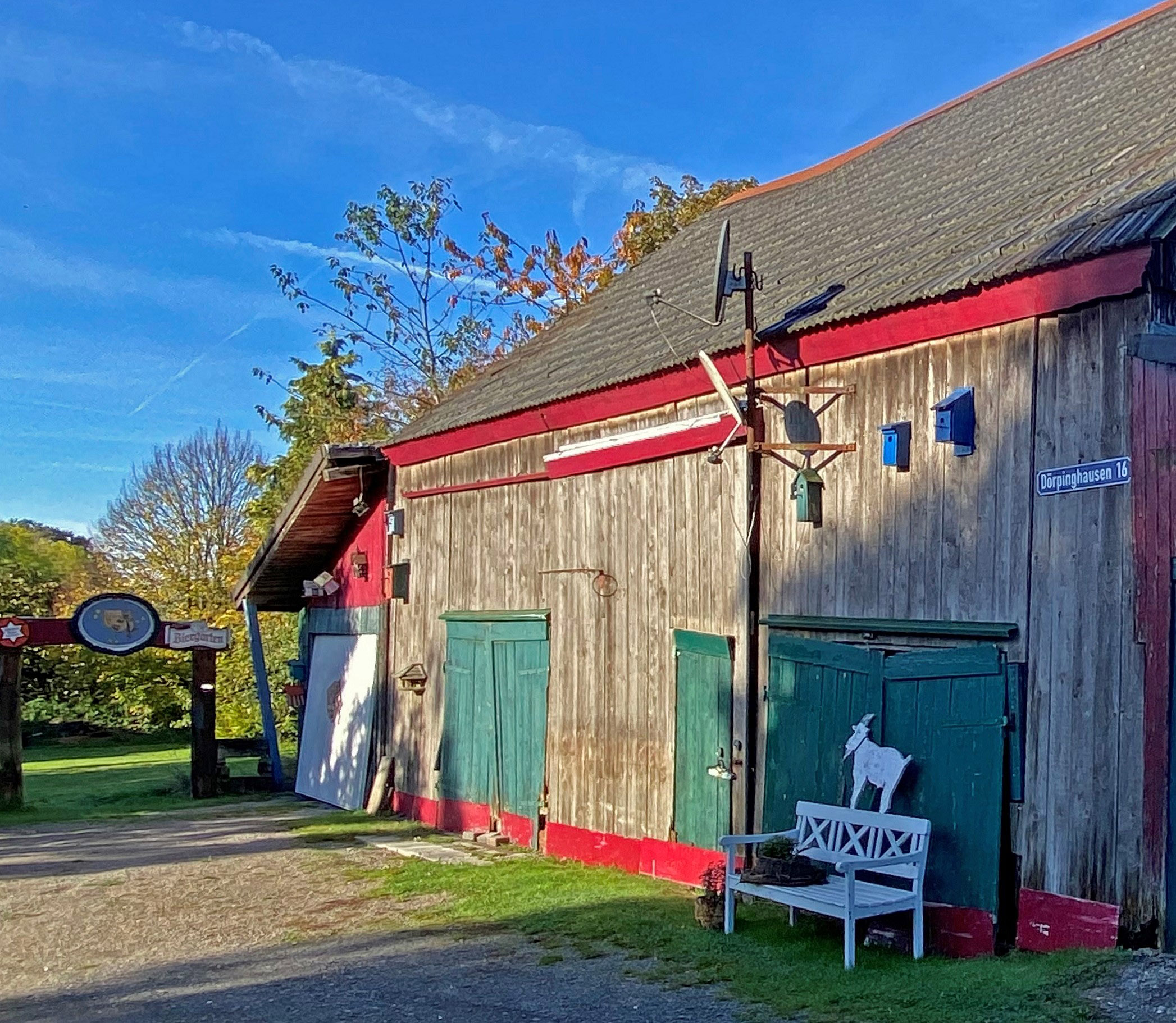
Holz-Scheune
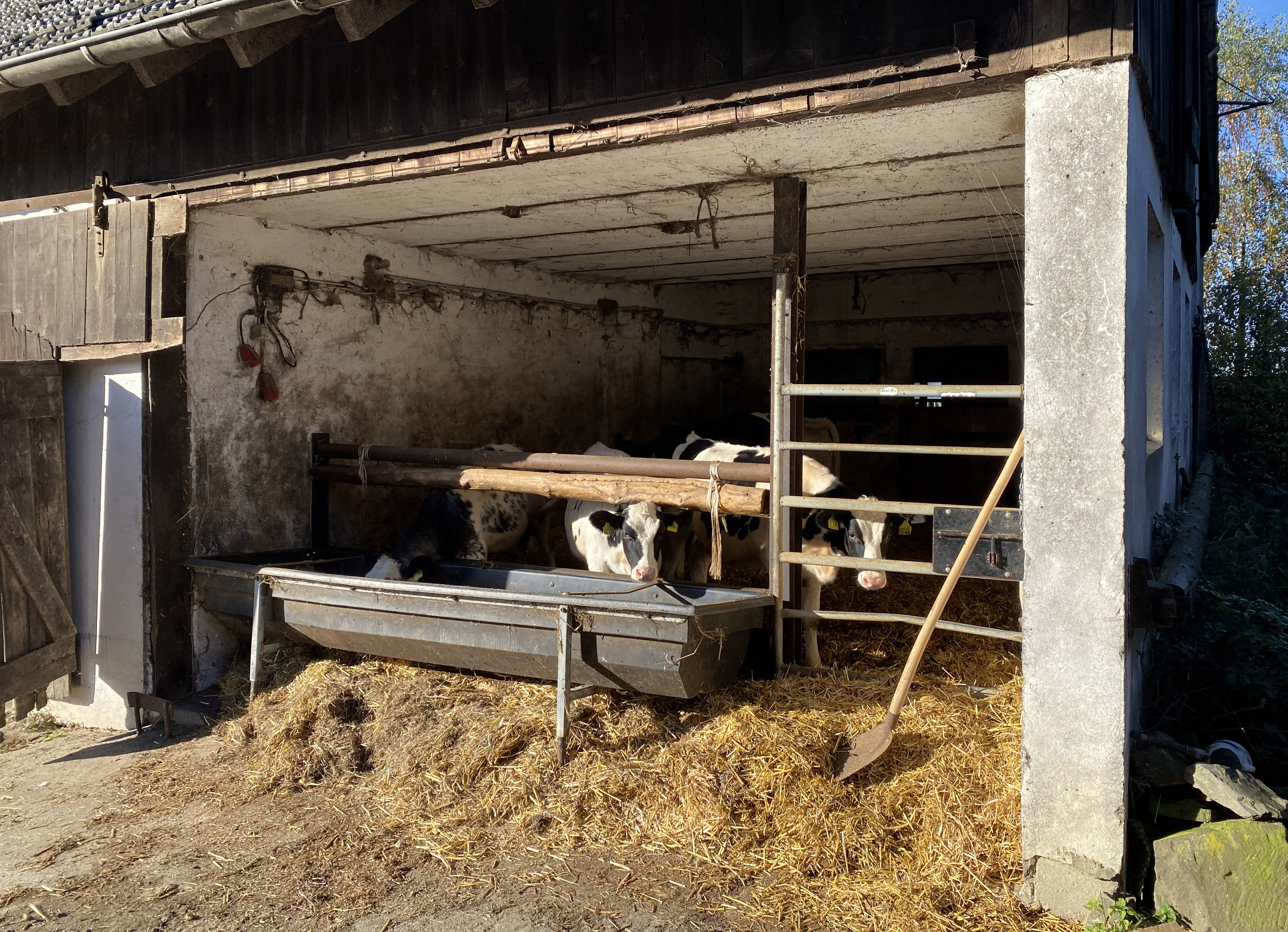
Milchviehhaltung
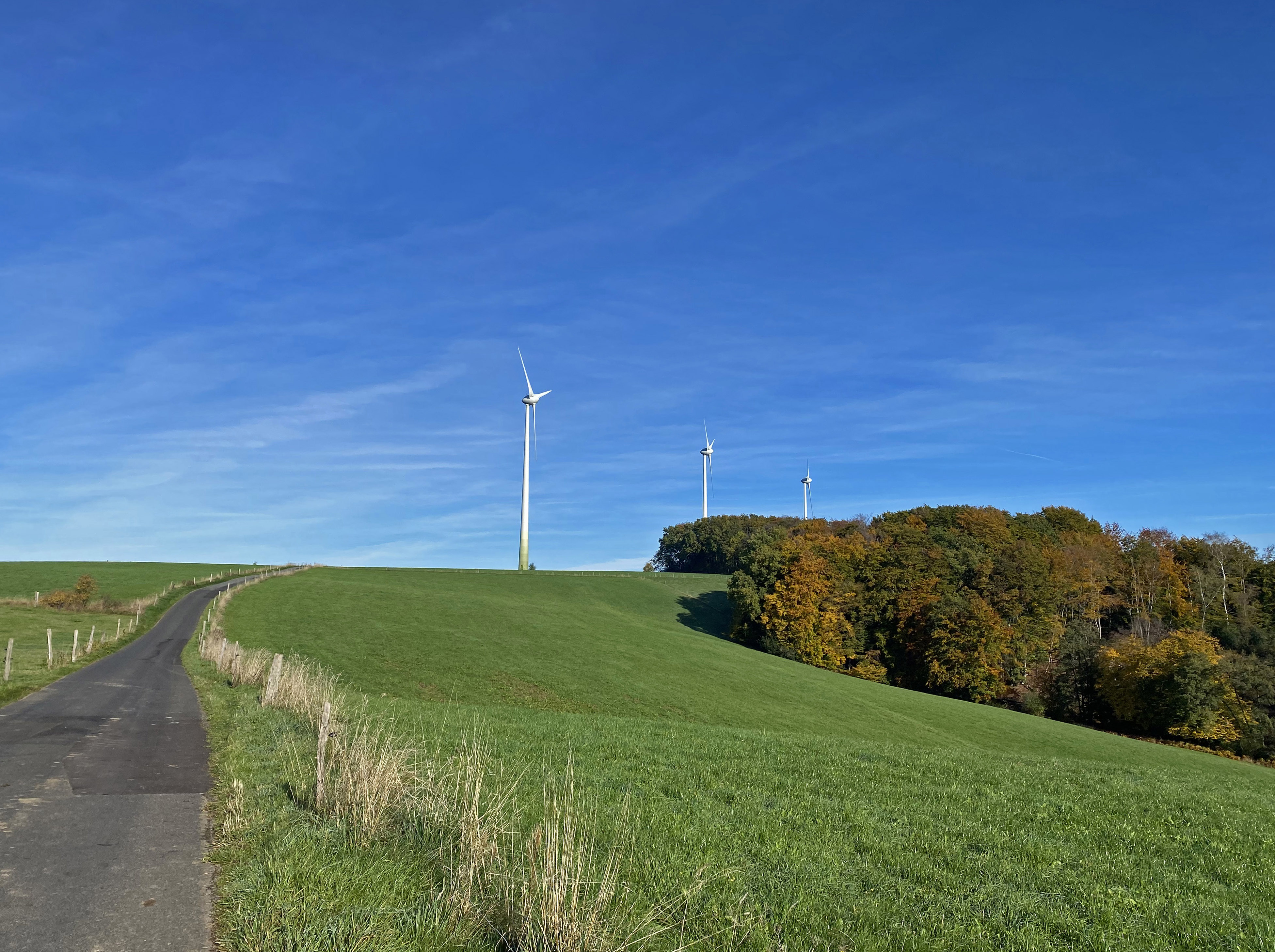
3 Windkraftanlagen östl. Dörpinghausen
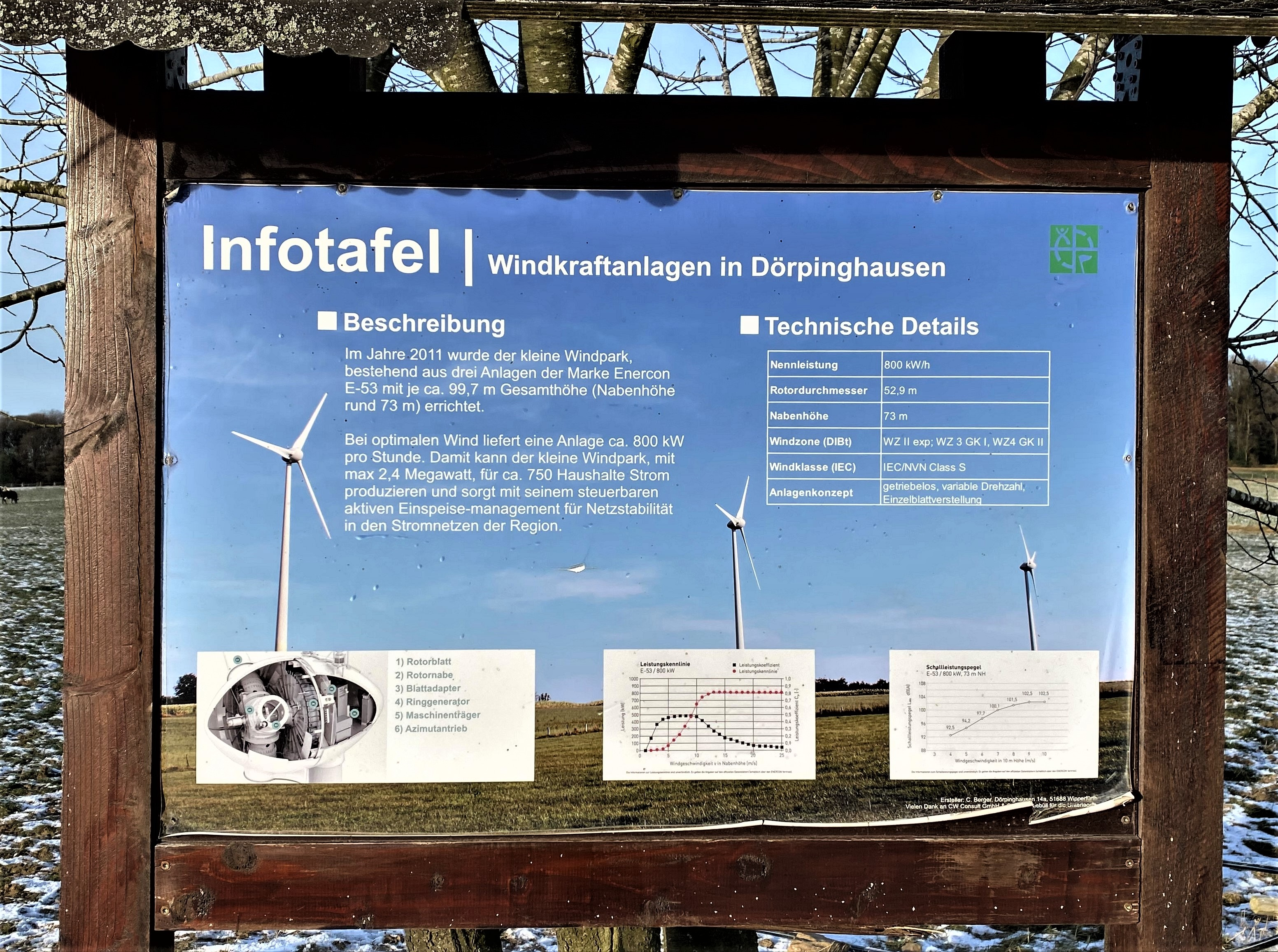
Infotafel Windkraftanlage
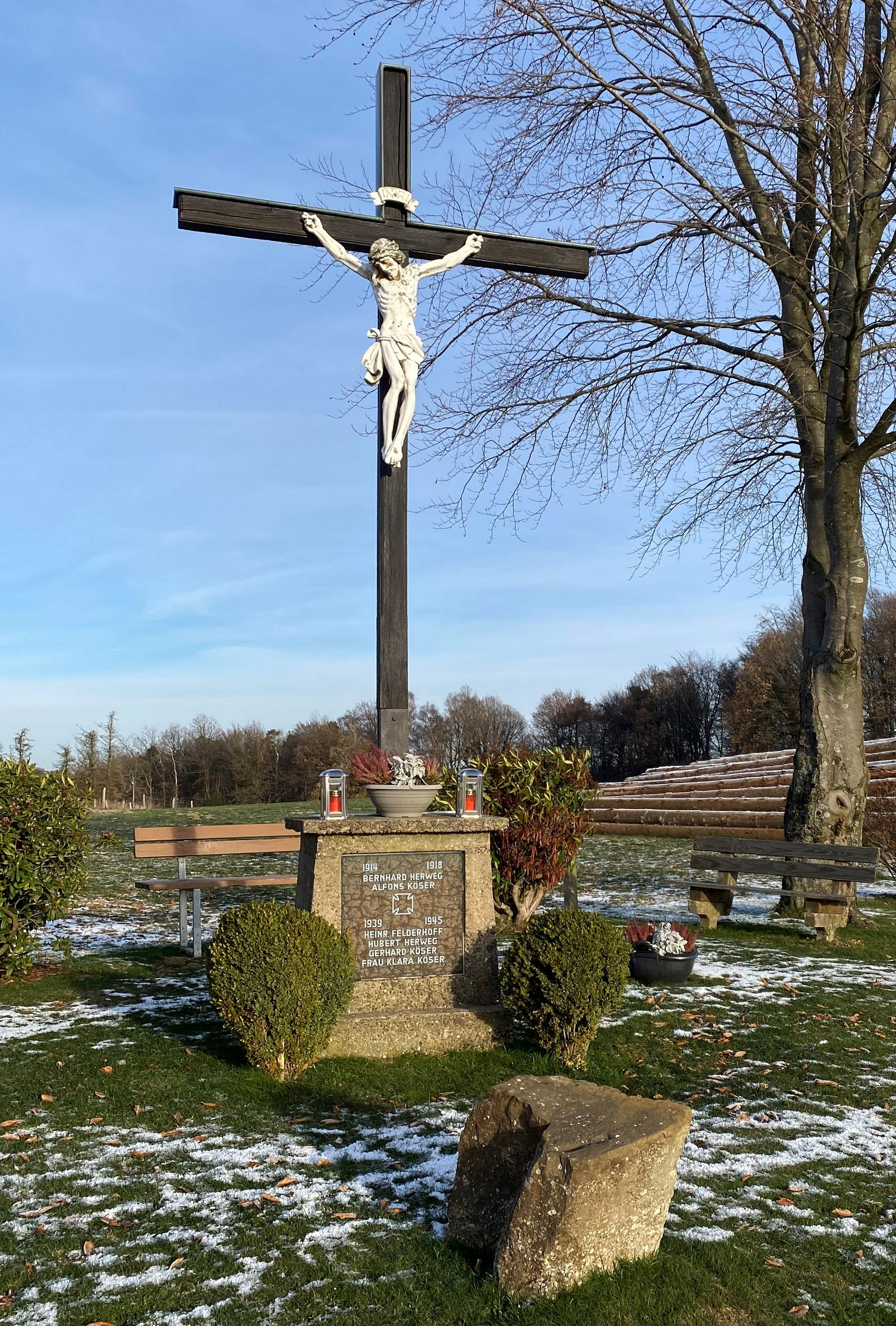
Gedenkkreuz